# Провальский
Провальский — упразднённый хутор в Верхнедонском районе Ростовской области. На момент упразднения входит в состав Мещеряковского сельского поселения. Исключен из учётных данных в 2000-е годы.

## География
Располагался по балке Провальная, в 5 км к югу от хутора Громчанского.

## История
В последний раз отмечен в результатах переписи 2002 года.

## Население
| 1989 | 2002 |
| ---- | ---- |
| 22   | ↘0   |